# フェアチャイルド 91

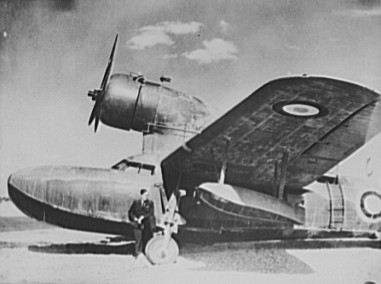
フェアチャイルド 91

フェアチャイルド 91（Fairchild 91、または. A-942）は1930年代にアメリカ合衆国のフェアチャイルド社で開発された単発の飛行艇である。

## 概要
パンアメリカン航空が、アマゾン川や揚子江などの河川沿いの航空路で運用するための小型の旅客飛行艇を求めたのに対して開発された。通常の設計の高翼の飛行艇で主翼の上部に空冷星型エンジンがナセルで覆われて配置された。試作機が完成する前に、パンアメリカン航空は中国で運用する航空機を必要としなくなったので、ブラジルの熱帯地域で運用に特化した機体に改良した設計を行った。1935年4月5日に初飛行した。
最初の2機がパンアメリカ航空に引き渡された後、信頼性の高い機体で、アマゾンでは2機で充分運用できるという結果になり、4機の注文はとり消された。フェアチャイルド社はもう1機のA-942-Aと、アメリカ自然史博物館の使用のためにA-942-Bを製作した。A-942-Bは動物学者、リチャード・アーチボルドが1936年から1937年の間、ニューギニア探検に使用した。
試作機はスペイン内戦で人民戦線軍に売却されたが、右派反乱軍に鹵獲され、1938年まで使用された。
また、1936年には1機のA-942-Bが日本海軍によって日本に輸入されたが、重心が高い位置にあるため着陸時に前のめりになる機体特性が災いし、着陸時に転覆する事故を起こし大破した。日本海軍における名称はフエアチャイルド両用機（略符号LXF1）。

## 各型
Fairchild 91 Baby Clipper
パンアメリカン航空向けの初期型、最初は 750hpのプラット・アンド・ホイットニー S2EG ホーネットエンジンを搭載、3機が生産された。[NC14743 試作型、NC14744 = PP-PAP、NC15952 = PP-PAT].
Fairchild A-942-A
Fairchild 91の別符号
Fairchild 91B Jungle Clipper
アメリカ自然史博物館の使用のための特別仕様機、700hpのライト F-52 サイクロンが搭載された。[NR777]
Fairchild A-942-B
Fairchild 91Bの別符号

## 諸元　(A-942-A)
- 乗員： 2名
- 乗客： 8名
- 全長： 13.00 m
- 全幅： 17.07 m
- 全高： 4.47 m
- 主翼面積： 44.9 m2
- 自重： 2,992 kg
- 全備重量： 4,763 kg

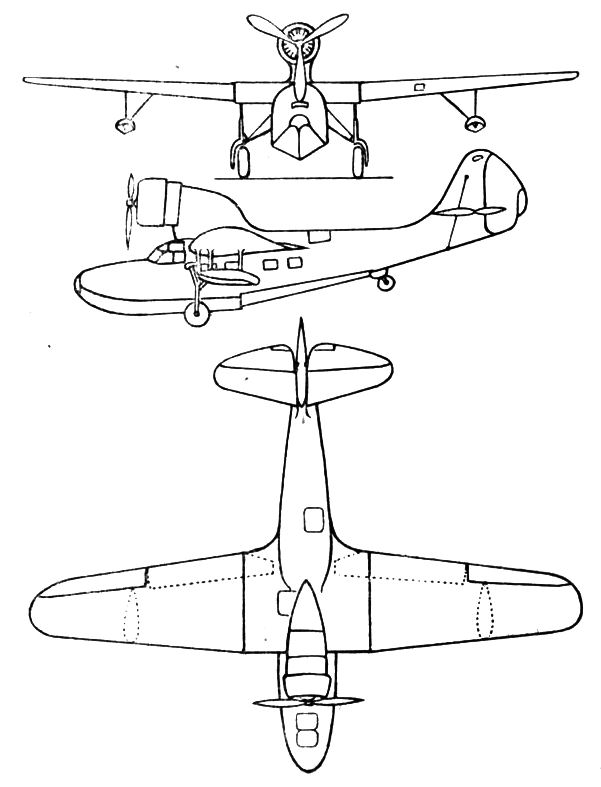
A-942

- 発動機： 1 × Pratt & Whitney R-1690, 800 hp (600 kW)
- 最大速度： 269 km/h
- 航続距離： 1,070 km
- 実用上昇限度： 4,766 m